# Lapuebla de Labarca
Lapuebla de Labarca (en basc Lapuebla Labarka) és un municipi d'Àlaba, de la Quadrilla de Laguardia-Rioja Alabesa. És el municipi més meridional d'Àlaba. Per nord, est i oest, el municipi està envoltat per terres de Laguardia. Al sud el riu Ebre fa de frontera amb la comunitat autònoma de La Rioja i més concretament amb la localitat de Fuenmayor. Les localitats més properes són Fuenmayor a 3,5 km; Elciego i el barri del Campillar pertanyent a Laguardia a 5,5 km i el barri d'Assa pertanyent a Lanciego a 6,5 km. La capital comarcal, Laguardia, queda a 8 km de distància. La capital de la província, Vitòria es troba a 51 km de distància. La ciutat de Logronyo, capital de la veïna regió de La Rioja es troba a 15 km de distància.

## Història
Es creu que Lapuebla de Labarca és una de les localitats més joves de Quadrilla de Laguardia - Rioja Alabesa, ja que el primer esment escrita sobre aquesta població no apareix fins a 1369, quan les localitats de l'entorn apareixen en escrits de diversos segles abans. Va ser originalment un llogaret de Laguardia, fins que en 1631 se li va concedir el títol de vila. Com s'ha comentat en l'apartat d'etimologia, l'origen i desenvolupament del llogaret estan lligats a les comunicacions, ja que era un dels llocs que s'utilitzaven per a travessar el riu Ebre amb barca.

## Economia
L'economia local s'assenta sobre dos pilars fonamentals: el monocultiu de la vinya i la indústria relacionada principalment amb l'elaboració del vi de rioja. En el terme municipal es troba un ampli polígon industrial. Destaca la cooperativa vinícola COVILA i els diferents cellers productores locals.

## Administració
En les últimes eleccions autonòmiques celebrades a l'abril de 2005 va resultar vencedora en Lapuebla de Labarca la coalició nacionalista PNB-EA amb el 54,2% dels vots, seguit del PP amb el 24,8% i el PSE-EE/PSOE amb el 15,6%.

## Demografia
La seva població s'ha mantingut bastant constant al llarg del segle xx. En 1900 havia 808 habitants en el poble i actualment són 854. Al llarg dels últims anys hi ha hagut alts i baixos en la població, però mai s'han arribat a superar els 900 habitants, ni s'ha estat per sota dels 700. És el municipi amb major densitat de població de La Rioja Alabesa, a causa del seu petit terme municipal.